# 粉眼褶腹喉盤魚
粉眼褶腹喉盤魚（學名：Diplecogaster roseioculus）為輻鰭魚綱喉盤魚目喉盤魚科的其中一種，分布於東大西洋聖多美及普林西比海域，深度40公尺，本魚體延長，前部平扁，後部側扁，體不被鱗，覆有粘液層，腹鰭喉位，與周圍的皮褶特化成一吸盤，吻部短而鈍圓形，身體兩側有6條垂直條紋，虹膜粉紅色，背鰭軟條7枚、臀鰭軟條7枚，體長可達1.5公分，屬底棲性魚類，生活習性不明。

## 擴展閱讀
維基物種上的相關：粉眼褶腹喉盤魚